# Marco Emilio Paolo
Marco Emilio Paolo  (latino : Marcus Aemilius Paullus) (fl. IV secolo a.C.) è stato un politico e generale romano.

## Biografia
Fu eletto console nel 302 a.C. con Marco Livio Denter. Durante il consolato, Gaio Giunio Bubulco Bruto fu nominato dittatore, per far fronte ad una sollevazione degli Equi. Successivamente Emilio affrontò presso Thurii lo spartano Cleonimo, che con la sua flotta presidiava il golfo di Taranto.
(Tito Livio, Ab Urbe condita, X, 2.)
Nel 301 a.C. fu magister equitum del dittatore Marco Valerio Corvo; mentre il dittatore si trova a Roma per consultare gli aruspici, Marco Emilio Paolo fu attirato in un'imboscata e sconfitto in battaglia dagli etruschi .